# 1765 w polityce

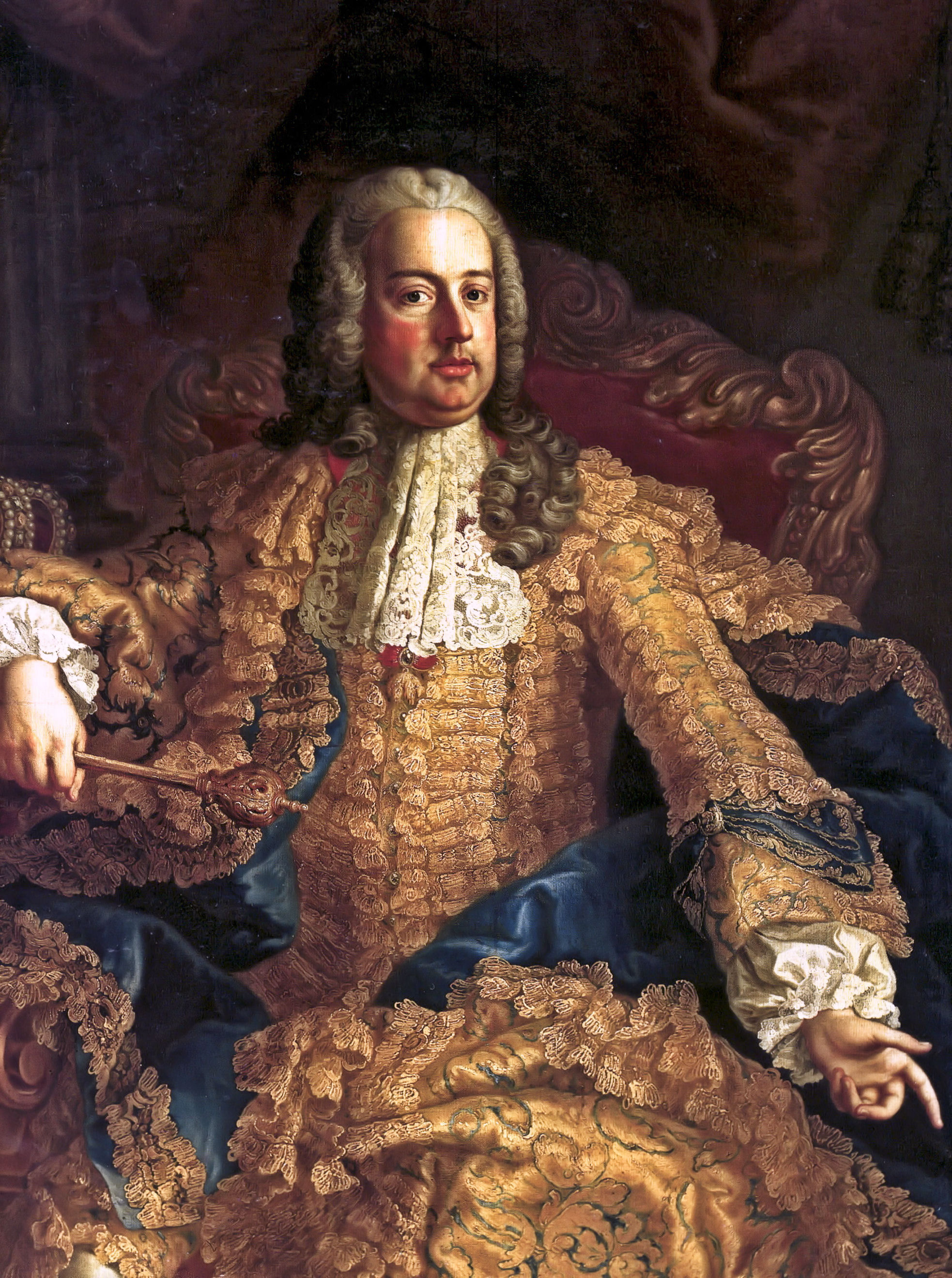
Franciszek I Lotaryński

Wydarzenia polityczne w 1765 roku.

## Urodzili się
- Piotr Bagration, rosyjski generał pochodzenia gruzińskiego[1].

## Zmarli
- 18 maja – Wiktor II Fryderyk, książę Anhalt-Bernburg[2].
- 18 sierpnia – Franciszek I Lotaryński, cesarz rzymski.
- 20 grudnia – Ludwik Ferdynand Burbon, Delfin Francji, syn Ludwika XV i jego żony Marii Leszczyńskiej[3].